# Jerome Ambro

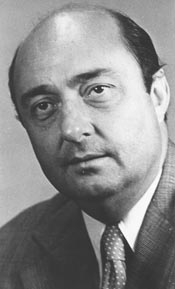
Jerome Ambro

Jerome Anthony Ambro junior (* 27. Juni 1928 in Brooklyn, New York; † 4. März 1993 in Falls Church, Virginia) war ein US-amerikanischer Politiker. Zwischen 1975 und 1981 vertrat er den Bundesstaat New York im US-Repräsentantenhaus.

## Werdegang
Jerome Anthony Ambro junior besuchte die öffentlichen Elementary Schools in Brooklyn. Er graduierte 1946 an der Grover Cleveland High School in Queens. Dann ging er auf die New York University, welche er 1955 mit einem Bachelor of Arts wieder verließ. Zwischen 1951 und 1953 diente er in der Militärpolizei der US Army. Dann war er zwischen 1960 und 1967 in der Town von Huntington als Budget Officer sowie Purchasing und Personnel Director tätig. Ambro saß in den Jahren 1968 und 1969 im Bezirksrat des Suffolk County. Zwischen 1968 und 1973 wurde er viermal in Folge als Town Supervisor von Huntington gewählt. Daneben hatte er zwischen 1968 und 1974 den Vorsitz über die Huntington Urban Renewal Agency und war Präsident der Freeholders and Commonalty von Huntington. Politisch gehörte er der Demokratischen Partei an. 
Bei den Kongresswahlen des Jahres 1974 wurde er im dritten Wahlbezirk von New York in das US-Repräsentantenhaus in Washington, D.C. gewählt, wo er am 4. Januar 1975 die Nachfolge von Angelo D. Roncallo antrat. Er wurde zweimal in Folge wiedergewählt. Im Jahr 1980 erlitt er bei seiner vierten Kandidatur eine Niederlage und schied nach dem 3. Januar 1981 aus dem Kongress aus.
Danach war er als Regierung- und Abgeordnetenberater tätig. Er verstarb am 4. März 1993 in Falls Church und wurde auf dem Nationalfriedhof Arlington beigesetzt.